# میخایلوفکا (شهرستان ایشیمبایسکی، باشقیرستان)
میخایلوفکا (انگلیسی: Mikhaylovka, Skvorchikhinsky Selsoviet, Ishimbaysky District, Republic of Bashkortostan) یک شهرک در شهرستان ایشیمبایسکی استان باشقیرستان کشور روسیه است.